# Вилде (Едер)
Вилде на горното течение наричана също Вьолфте (на немски: Wilde, Wölfte) е 17,1 km дълга река, десен приток на Едер, която извира от планината Келервалд на височина 500 м, която се намира западно от Хундсдорф, част от град Бад Вилдунген, район Валдек-Франкенберг, Северен Хесен (Германия). Влива се в Едер северно от Вега, част от Бад Вилдунген.